# Tipula (Platytipula) dissociata timenda
Tipula (Platytipula) dissociata timenda is een ondersoort van de tweevleugelige Tipula (Platytipula) dissociata uit de familie langpootmuggen (Tipulidae). De ondersoort komt voor in het Palearctisch gebied.